# Моє серце твоє
«Моє серце твоє» (ісп. Mi corazón es tuyo) — мексиканський телесеріал 2014 року виробництва телекомпанії Televisa‎. У головних ролях Сільвія Наварро, Хорхе Салінас та Майрін Вільянуева. Прем'єрний показ відбувся з 30 червня 2014 по 1 березня 2015 року на телеканалі Las Estrellas.

## Сюжет
Фернандо Ласкурайн — заможний підприємець і недавній вдовець, намагається виховати своїх семеро недоброзичливих дітей. Він шукає допомоги нової няні. Він наймає і закохується в Ану Леаль, екзотичну танцюристку, яка намагається приховати своє подвійне життя. Хоча Ана не вистачає досвіду та вишуканої освіти, вона швидко прив’язується до дітей Ласкурайн. Ана мріє стати матір’ю, але коли її дім зруйнований після аварії, вона повинна позичити гроші у свого нещадного боса у нічному клубі «Чикаго», де вона таємно працевлаштована. Коли Фернандо опиняється між Аною та Ізабелою, економісткою та витонченою жінкою, яку її мама готує до одруження з мільйонером, він повинен вибирати між обома жінками.

## У ролях

### Головні герої
| Актор             | Роль                     |
| ----------------- | ------------------------ |
| Сільвія Наварро   | Ана Леаль                |
| Хорхе Салінас     | Фернандо Ласкурайн       |
| Майрін Вільянуева | Ізабела Васкес Де Кастро |

### Другорядні персонажі
| Актор              | Роль                                 |
| ------------------ | ------------------------------------ |
| Пабло Монтеро      | Дієго Ласкурайн                      |
| Хорхе Аравена      | Анхель Альтамірано                   |
| Адріан Урібе       | Хуан «Джонні» Гутьеррес              |
| Пауліна Гото       | Естефанія «Фанні» Ласкурайн Дієс     |
| Кармен Салінас     | Йоланда де Кастро Васкес             |
| Фабіола Кампоманес | Дженніфер Родрігес                   |
| Рафаель Інклан     | Ніколас Ласкурайн                    |
| Норма Еррера       | Соледад Фуентес                      |
| Поло Морін         | Фернандо «Нандо" Ласкурайн Дієц      |
| Марко Корлеоне     | Майк                                 |
| Хуан Пабло Хіл     | Леон Гонсалес                        |
| Рене Касадос       | Бруно Ромеро                         |
| Лісардо Гуарінос   | Енріке Басурто                       |
| Карла Гомес        | Естефанія Дієс де Ласкурайн          |
| Еміліо Осоріо      | Себастьян Ласкурайн Дієс             |
| Даніела Кордеро    | Ximena Luján Landeros                |
| Беатріс Морайра    | Мануела                              |
| Ісідора Вівіс      | Алісія Ласкурайн Дієс                |
| Хосе Пабло         | Алані Гільєрмо «Гіль» Ласкурайн Дієс |
| Мануель Аланіс     | Алехандро «Алекс» Ласкурайн Дієс     |
| Ізабелла Тена      | Луз Ласкурайн Дієс                   |
| Ана Гарсія Обреґон | Сама                                 |
| Карла Фарфан       | Лаура                                |
| Даніела Ромо       | у ролі самої себе                    |